# Onicofagia
L'onicofagia è un disturbo che porta il soggetto, pediatrico o adulto, a mangiare compulsivamente le proprie unghie. Secondo la teoria psicoanalitica è un sintomo di fissazione orale.

## Classificazione
Il DSM-IV-R classifica l'onicofagia come un disturbo del controllo degli impulsi, mentre l'ICD-10 lo classifica tra gli altri disturbi specifici del comportamento e delle emozioni che si presentano classicamente durante l'infanzia e l'adolescenza.

## Epidemiologia
Il disturbo è rilevabile nel 30% dei bambini di età compresa tra i 7 e i 10 anni e nel 45% degli adolescenti. Le dieci unghie della mano sono solitamente tutte morse allo stesso modo e risultano circa della stessa lunghezza. La diagnosi può essere ritardata perché spesso i pazienti tendono a negare o a ignorare le conseguenze del disturbo.

## Conseguenze sulla salute
L'onicofagia può portare al danneggiamento dell'iponichio, la porzione di pelle posta alla base e ai lati dell'unghia. Questo può portare a una maggior suscettibilità ad agenti batterici o virali e causare un patereccio. Anche la saliva può avere un ruolo nell'arrossamento e nell'infezione dell'area. L'onicofagia è correlata anche alla patologia dentale e può portare a malocclusione e danno gengivale e può facilitare il trasporto di microbi dall'ano alla bocca. L'ingestione dei residui ungueali può provocare anche danni gastrici. La persistenza del disturbo negli anni può, in taluni casi, comportare una deviazione e deformazione delle dita.

## Disturbi correlati
L'onicofagia è correlata ad altri disturbi comportamentali ripetitivi quali la dermatillomania, la dermatofagia, la cheilofagia e la tricotillomania. Risulta inoltre essere più comune in uomini con disturbi del comportamento alimentare e in giovani affetti da disturbo ossessivo-compulsivo.

## Trattamento
Il trattamento più comune, economico e ampiamente disponibile, è quello di applicare alle unghie uno smalto chiaro e di sapore amaro. Normalmente viene utilizzato il benzoato di denatonio uno dei composti chimici noti più amari e il sapore scoraggia l'abitudine di mangiarsi le unghie. Sono disponibili anche bocchini che aiutano nella prevenzione dell'onicofagia.

### Terapia comportamentale
La terapia comportamentale è utile quando più semplici misure non sono efficaci. La Habit Reversal Training (HRT), che cerca di far disimparare l'abitudine di mangiarsi le unghie ed eventualmente sostituirlo con un comportamento più costruttivo, ha dimostrato maggiore efficacia rispetto al placebo nei bambini e negli adulti. In aggiunta al HRT, è usata anche la terapia del controllo degli stimoli sia per identificare sia per eliminare lo stimolo che fa scattare l'impulso. La cosmesi (trattamento ricostruzione delle unghie) può aiutare a superare gli effetti sociali dell'onicofagia, mentre l'utilizzo di pigiami integrali, che coprano anche le unghie dei piedi, possono fornire al bambino l'abitudine a evitare di mordersi le unghie dei piedi.

### Terapia farmacologica
Nessun farmaco è stato valutato tramite studi clinici in doppio cieco che potessero affermare o negare una significativa differenza di risultati rispetto a quelli dovuti all'effetto placebo. La fluoxetina e la fluvoxamina sono stati utilizzati per disturbi simili, quali la dermatillomania, con risultati contrastanti, tanto che si ritiene che la somministrazione di antidepressivi SSRI possa in realtà esacerbare l'onicofagia nei pazienti affetti da disturbo ossessivo-compulsivo. Infine, uno studio di comparazione tra clomipramina e desipramina, entrambi antidepressivi triciclici, ha indicato una maggiore efficacia del primo farmaco nella terapia dell'onicofagia non associata a DOC.